# デイトナブロス
デイトナブロス（Daytona BROS）は、ネコ・パブリッシングから発行されていた日本のファッション雑誌である。隔月（奇数月30日発売）にて刊行されていたが、2017年5月の第50号以降は年4冊の季刊となり、2月・5月・8月・11月の月末日(原則30日、2月は28日)に発行されていた。2018年2月28日発行のVol.53をもって廃刊となることが発表された

## 概要
2007年に創刊されたファッション雑誌であり、アメカジ・ファッション、アメカジ・グッズ、特にジーンズ・レザージャケット・ブーツ・アクセサリー等のヴィンテージ・レプリカといったアイテムを中心としたコーディネートを取り扱っている。これまでの刊行号の表紙に「タフなもの」、「日本の匠」、「愛すべき経年変化」、「長く使えるアメカジ物」、「ヘビーオンス MY LOVE」といった文言が記されてきたように、デニムやレザーアイテムを使い込んで経年変化を楽しむユーザーを対象にしている。別冊にて主にヴィンテージ・レプリカ・ブランドを中心とした別冊ムックも刊行しており、これまでフラットヘッド、サムライジーンズ、エフ商会、等の特集号がある。